# مجهر الأشعة السينية

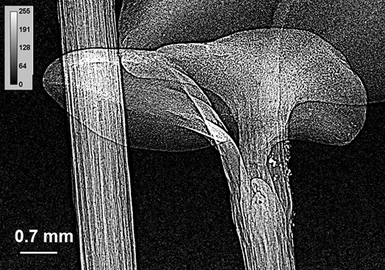

مجهر الأشعّة السينيّة عبارة عن مجهر يستخدم الموجات الكهرومغناطيسية في حزمة الأشعّة السينيّة بدلاً من الضوء المرئي وذلك في أطوال موجة من 10 نانومتر حتى 1 بيكومتر.

## المبدأ والتركيب
على العكس من أشعّة الضوء العادي فإنّ الأشعّة السينيّة لا تنعكس أو تنكسر بسهولة، كما أنها غير مرئية بالنسبة للعين البشرية. لذلك فإن العملية الرئيسية في مجهر الأشعة السينية هي إجراء تظهير للفلم أو استخدام مكشاف من جهاز اقتران الشحنة (CCD) من أجل الكشف عن الأشعّة السينيّة المارّة عبر العيّنة.
من الضروري إجراء عمليّة تركيز للأشعّة السينيّة المستخدمة في المجهر، كما تقوم العدسات بهذا الدور في المجهر البصري، من أجل ذلك يستخدم ما يدعى صفيحة المنطقة Zone plate، التي كان العالم فرينل أول من طوّرها، والتي تكون مصنوعة من حلقات مركزية من الذهب أو النيكل على ركازة من ثنائي أكسيد السيليكون.
يمكن أن يستخدم مصدر من إشعاع المسرّع الدوراني التزامني من أجل الحصول على أشعة سينية ذات طاقة منخفضة، إلا أن طول الموجة في المجال المراد له سطوع ضعيف نسبياً. أحد البدائل لتشكيل الصورة هو استخدام مجهر نافذ ماسح بالأشعة السينيّة ذات الطاقة المنخفضة، والذي يرمز له اختصارا STXM.

## الخصائص
إن دقة الصور الناتجة عن مجهر الأشعة السينية تقع بين المجهر الضوئي والمجهر الإلكتروني. يمكن الخصول على دقة صورة حتى 30 نانومتر.
من محاسن هذا المجهر على المجهر الإلكتروني أنّه يمكن أن يظهر عيّنات حيوية في وضعها الطبيعي. بالإضافة إلى ذلك، فإن الأشعة السينية تسبب تألق الكثير من المواد، حيث يمكن استخدام ذلك من أجل التحليل الكيميائي لتحديد العنصر المكوّن للمادة تحت المجهر. كما يمكن عن طريق حيود الأشعة معرفة البنية البلورية.

## اقرأ أيضاً
- مجهر إلكتروني